# 関東三大七夕祭り
関東三大七夕祭り（かんとうさんだいたなばたまつり）は、関東地方の主な3つの七夕祭りを指す表現。

## 一覧
| 名称                   | 開催地         | 時期               | 観客数                  |
| ---------------------- | -------------- | ------------------ | ----------------------- |
| 入間川七夕まつり       | 埼玉県狭山市   | 8月 第1土・日      | 043万人/2日間（2001年） |
| 茂原七夕まつり         | 千葉県茂原市   | 7月 最終金・土・日 | 088万人/3日間（2014年） |
| 湘南ひらつか七夕まつり | 神奈川県平塚市 | 7月 第1金・土・日  | 170万人/3日間（2013年） |

狭山市および茂原市では、公式にこの表現を使用している。一方、平塚市では市民が個人的に使用している例が見られるものの、市は「日本三大七夕祭り」の1つであるとアピールしている。